# Yujiawu
Yujiawu (kinesiska: 于家务, 于家务回族乡) är en etnisk minoritetssocken för huifolket i Kina. Den ligger i Tongzhou i storstadsområdet Peking, i den norra delen av landet, omkring 34 kilometer sydost om stadskärnan. Antalet invånare är 27 184. Befolkningen består av 12 904 kvinnor och 14 280 män. Barn under 15 år utgör 8,0 %, vuxna 15-64 år 81 %, och äldre över 65 år 10,0 %.